# Міжнародний рік санітарії

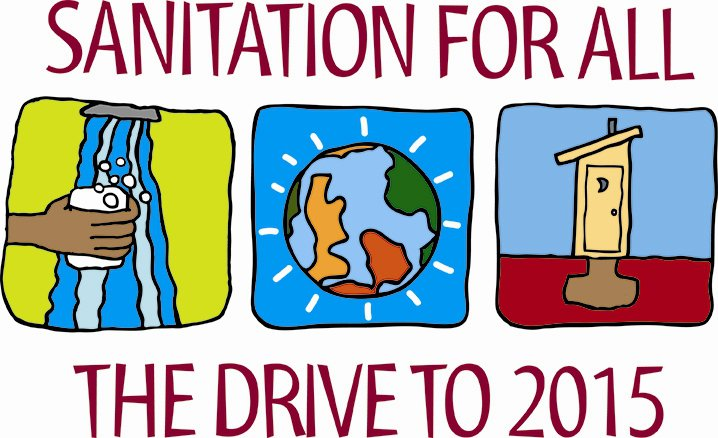
Модифікований логотип Міжнародного року санітарії, який використовується в логотипі кампанії ООН «Драйв до 2015».

2008 рік був оголошений ООН Міжнародним роком санітарії разом із Десятиліттям «Вода для життя».
Генеральна Асамблея ООН оголосила 2008 рік Міжнародним роком санітарії. Сьогодні у світі приблизно 2,6 мільярда людей не мають доступу до базової санітарії. Мета 2008 року як Міжнародного року санітарії полягала в тому, щоб сприяти підвищенню обізнаності про цю кризу та прискорити прогрес у досягненні Цілей розвитку тисячоліття ООН (ЦРТ) і скорочення кількості людей, які не мають доступу до основних санітарних умов, наполовину до 2015 року.

## Цілі
Прогрес у досягненні ЦРТ у сфері санітарії був повільним і різним у різних частинах світу. Головна мета проголошення 2008 року Міжнародним роком санітарії полягає в тому, щоб допомогти повернути ЦРТ у сфері санітарії на шлях досягнення мети скорочення вдвічі частки людей, які не мають доступу до основних санітарних умов, до 2015 року. Досягнення цієї мети вимагатиме співпраці між різними агентствами ООН, особливо UNDESA та ЮНІСЕФ, а також урядовими установами, неурядовими організаціями, приватними компаніями та науковими колами.
Рік був спрямований на підвищення обізнаності та дії для досягнення цілей розвитку тисячоліття щодо санітарії. 
Особливі занепокоєння викликають:
- усунення стигми навколо санітарії, щоб важливість санітарії могла бути легшою та публічною для обговорення;
- наголошуючи на скороченні бідності, здоров'ї та інших перевагах, які випливають із кращої гігієни, домовленостей щодо санітарії та очищення стічних вод.

## Результати
2007 року була створена мережа Sustainable Sanitation Alliance для того, щоб мати спільний ярлик для запланованих заходів для Міжнародного року санітарії в 2008 році та мати можливість узгодити організації одна з одною для подальших потенційних ініціатив.

## Історія
Центр уваги до санітарії як до важливої проблеми в усьому світі почався в 2000 році, коли Організація Об'єднаних Націй ухвалила Цілі розвитку тисячоліття, які спрямовані на зменшення бідності та покращення здоров'я та загального добробуту всіх людей. Подальший розвиток цих цілей обговорювався в 2002 році на Всесвітньому саміті зі сталого розвитку в Йоганнесбурзі, причому доступ до санітарії був основоположним для досягнення всіх цілей, пов'язаних із подоланням бідності. Йоганнесбурзький план дій поставив перед собою мету скоротити вдвічі кількість людей, які не мають доступу до базової санітарії, до 2015 року. 